# Parafia św. Stanisława Biskupa w Przylesiu
Parafia św. Stanisława Biskupa – rzymskokatolicka parafia w miejscowości Przylesie. Parafia należy do dekanatu Grodków w diecezji opolskiej.

## Historia parafii
W 1376 roku potwierdzony został kościół parafialny w Przylesiu, a co za tym idzie parafia w tej miejscowości. Ówczesna parafia należała do Kapituły Kolegiackiej w Brzegu. W 1534 roku parafia rzymskokatolicka przestała istnieć, a kościół przeszedł w ręce protestantów. Aż do 1945 roku katolicy podlegali parafii św. Michała Archanioła we Wierzbniku. W latach 1981–1986 wybudowany został nowy kościół, który stał się zarazem nową świątynią parafii w Przylesiu.
Parafię prowadzi ksiądz diecezjalny. Proboszczem jest ksiądz Dariusz Kużawa.

## Liczebność i zasięg parafii
Parafię zamieszkuje 1040 mieszkańców, swym zasięgiem duszpasterskim obejmuje ona miejscowości:
- Przylesie,
- Obórki.

### Szkoły i przedszkola
- Publiczny Zespół Szkolno-Przedszkolny w Przylesiu

## Inne kościoły i kaplice
- Kościół Podwyższenia Krzyża Świętego w Obórkach – kościół filialny.

## Duszpasterze po 1945 roku
- ks. Franciszek Śliwka
- ks. Jan Kołodenny
- ks. Henryk Cwik
- ks. Zygmunt Czech
- ks. Dariusz Kużawa[3]